# ویراف
ویراف یا ویراز نام یکی از موبدان دورهٔ ساسانی است. وی نویسندهٔ کتابی دربارهٔ سفرش به دنیای پس از مرگ است. این کتاب با نام ارداویراف‌نامه یا ارداویراف‌نامک به زبان پهلوی از وی به‌یادگار مانده است. این موبد زرتشتی می‌گوید سفری روحانی به عالم روحانی کرده است. ویراف خود نامی است که از ویره در زبان اوستایی به معنای هوش و حافظه می‌آید و به لقب اردا به معنی مقدس نیز نائل شده است، و می‌توان نسخه‌های گوناگون این واژه را به شکل ارتای، ارتاک، اردا و ارداگ دید، که با اشه در اوستا و رته در سانسکریت و آرته در پارسی یکی و به معنای راستی و درستی است. به این ترتیب ارداویراف به معنای مرد صاحب خرد راست و مرد درست‌اندیش است.
بارتلمی و وست بخش نخست نام او را گاهی نیز به شکل ارتا و بخش دوم را به شکل ویراپ خوانده‌اند. کریستنسن آن را به شکل ارداگویراز و ارتاگویراژ می‌نویسد. او در اندیشهٔ ایرانیان قدیم صاحب معراج است و اردوایراف‌نامه که در سدهٔ سوم هجری نوشته شده است داستان معراج او است که البته شاید نسخهٔ اصلی پهلوی آن مربوط به سال‌های آخر دوران ساسانی باشد. وی در این کتاب تصویری از دوزخ بر اساس روایت زرتشتیان به دست می‌دهد که بعید نیست نویسندگان عرب از وی و دانته از نویسندگان عرب به وام گرفته باشد. می‌گویند اعتقاد مردمان به بهشت و جهنم و جهان پس از مرگ در دورهٔ او چنان سست شده بود که از مقدسین می‌خواهد با خوراندن شربتی مخدر وی را به آن عالم سوق بدهند و پس از سه روز به هوش آمدن کتاب ارداویراف‌نامه را برای تببین آنچه در بهشت و در جهنم دیده است نوشته است.
به خاطر آمدن نام آذر مهراسپندان در این کتاب، عده‌ای معتقدند تاریخ نوشتن آن در سدهٔ سوم و چهارم مسیحی است، اشاره به حملات اسکندر و نبود هیچ ذکری از حملهٔ اعراب نیز این حدس را تقویت می‌کند. در عین حال اشاره به نام کتاب دین‌کرد نشان می‌دهد دست کم باید در سده نهم نوشته شده باشد. به این دلیل شاید بتوان تصور کرد نسخه ای که امروز در دست ما است نسبت به نسخهٔ اصلی حذف و اضافاتی دارد که معلوم نیست چه کسانی چه وقت به آن افزوده یا از آن کم کرده‌اند. به عقیدهٔ برخی محققان، دین زرتشت نخستین دینی است که در باب آخرت گمانه‌زنی و از زندگی پس از مرگ پرده‌برداری کرده است. به همین دلیل متن کتاب ویراف بر متون دینی متأخر و این بخش از معتقدات دین زرتشت بر دین‌های متأخر اثر گذاشته و در باب بهشت و جهنم آن‌ها را تغذیه کرده است.